# Detroit People Mover
El Detroit People Mover (DPM) es una línea de tren elevada autómata (sin conductor) que se encuentra en la ciudad de Detroit (Estados Unidos). Posee un recorrido en forma de anillo y fue inaugurado en 1987. Un viaje por todas las estaciones toma 15 minutos (4.8 kilómetros - 13 estaciones) y los trenes circulan con una frecuencia de 2-3 minutos. Las estaciones poseen facilidades para el acceso de personas con discapacidades físicas y todas ellas poseen elementos artísticos. Ocho de las trece estaciones están integradas en edificios. El People Mover es operado por la Detroit Departament of Transportation.

## Historia

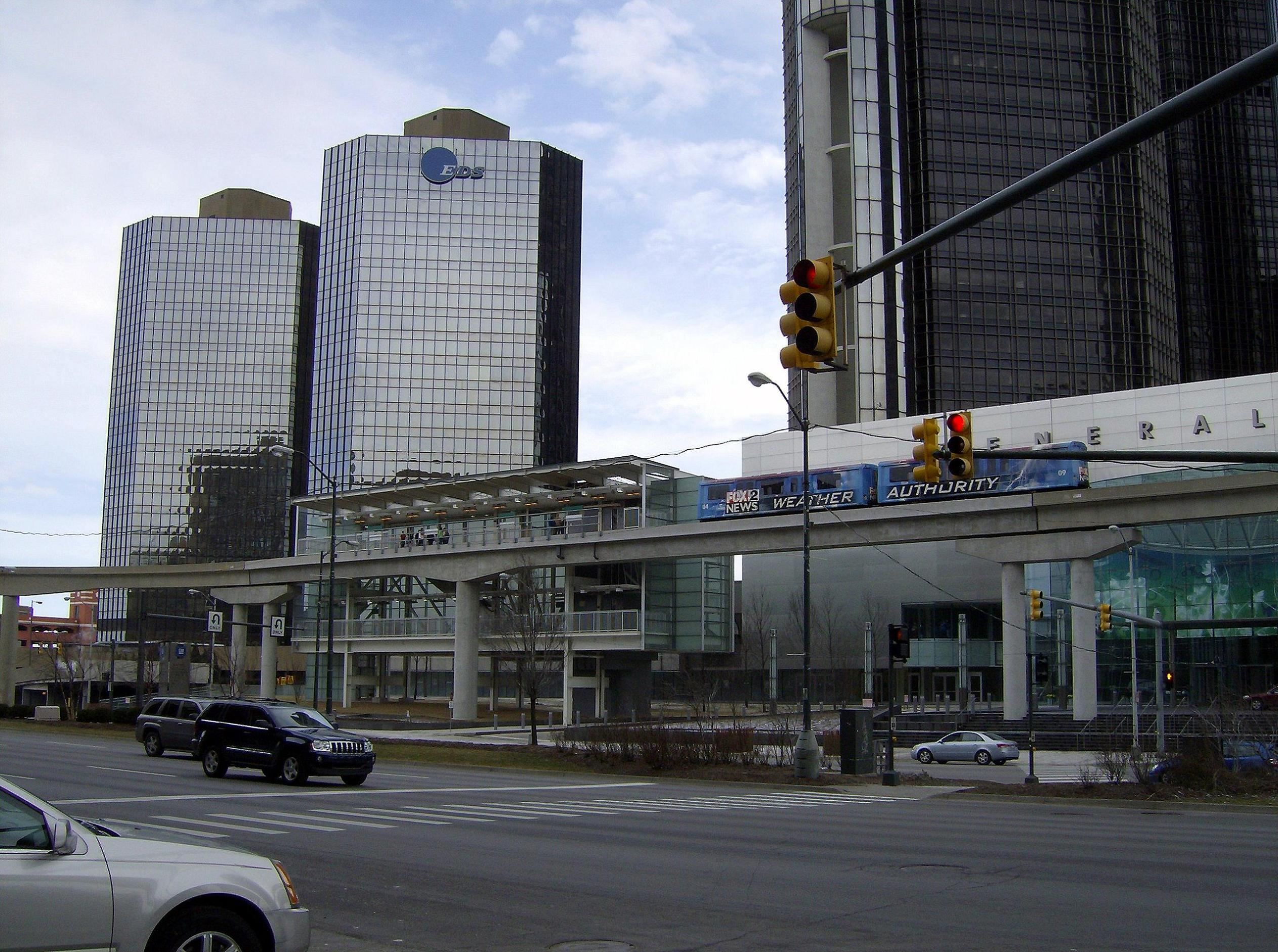
El DPM pasando por la estación Renaissance Center

El Detroit People Mover tiene sus orígenes en un proyecto de ley federal en 1966, cuando el Congreso creó la Administración de Tránsito Federal (UMTA) para desarrollar nuevos tipos de tránsito. En 1975, tras la falta de presentación de resultados de cualquier gran escala y aumento de la presión para mostrar resultados, la UMTA creó el Centro del Programa People Mover (DPM en inglés), patrocinado por un concurso nacional, que ofrece fondos federales para cubrir la mayoría de los costos de planificación y construcción de dicho sistema. La UMTA seleccionó 4 ciudades entre las que figuraban Detroit, Miami y Baltimore, que finalmente fue retirada. Fue así como Miami y Detroit construyeron su sistema de transporte masivo.
El People Mover estaba destinado a ser el distribuidor del centro de una ciudad con 600 millones dólares de propuesto y de metro ligero en todo el sistema de transporte ferroviario de Detroit en la década de 1980 cometido por el expresidente de EE. UU Jimmy Carter; sin embargo, después de la elección del presidente Ronald Reagan, los planes financiados fueron retirados y reducidos. En la ciudad, los políticos nunca estuvieron de acuerdo en construir el sistema, además de que hubo quejas por la ola de criminalidad que Detroit tendría. En el momento de su planificación, el sistema fue proyectado para tener un número de usuarios de 67 700 al día.

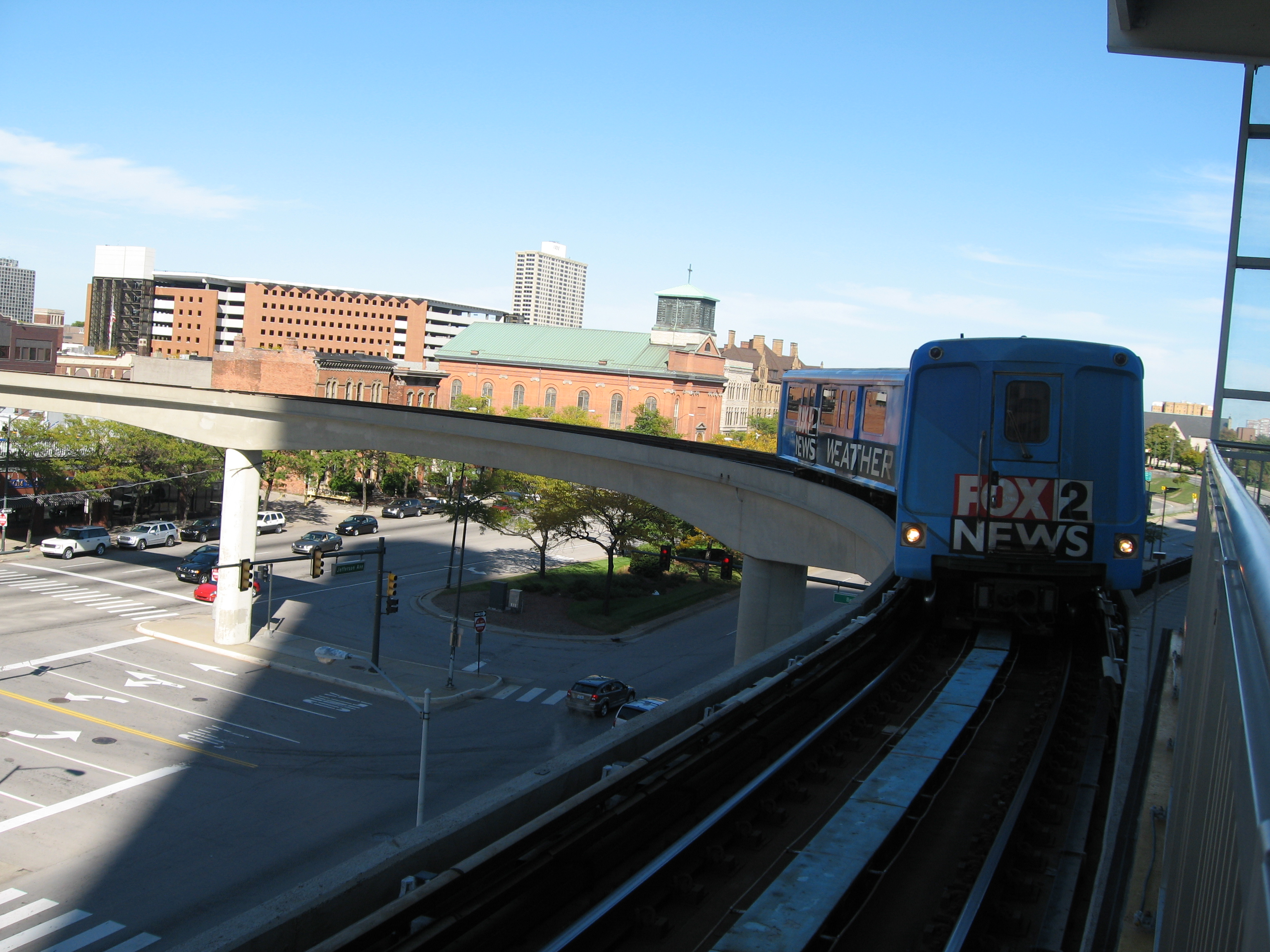
DPM entrando a la estación Bricktown

El sistema fue inaugurado en 1987 usando la misma tecnología de Skytrain de Vancouver y la línea Scarborough RT de Toronto. En el primer año, fueron 11 000 pasajeros en promedio, que usaban el People Mover diariamente; la marca de un día fue de 54 648.
Entre los periodos de mayor actividad figura el que se dio durante el Super Bowl XL en 2006, cuando 215 910 personas usaron el servicio.
Desde 2008, mueve 7500 usuarios al día. En agosto de 2008, el sistema cambió de dirección y ahora está corriendo hacia la derecha de forma permanente, a pesar de que corrió en ambas direcciones cada vez que se vio obligado a cerrar varias secciones para la construcción de vías de sustitución.

### Costo
El People Mover opera a un alto costo. El sistema fue diseñado para mover hasta 15 millones de pasajeros al año, sin embargo, en 2008 se registró poco más de 2 millones de pasajeros. En el año fiscal 1999-2000, la ciudad tuvo un gasto de 3 dólares por cada 50 centavos (tarifa piloto), según The Detroit News. El sistema también requiere reparaciones costosas. En octubre de 1998, la demolición de la J. L. Hudson Department Store dañó la pista, lo que obligó a cerrar el People Mover dos meses hasta principios de 1999. La renovación de la sede de General Motors, en Renaissance Center mantuvo el People Mover de ofrecer cooperación en todo su circuito de septiembre de 2002 a septiembre de 2004. 

### Expansión
Ha habido propuestas de vez en cuando para ampliar el People Mover hacia el norte de New Center y otros sectores lejos del centro de la ciudad. La propuesta ha sido formulada por Marsden Burger, exgerente de transporte de personas, mediante la ampliación del People Mover a lo largo de Woodward Avenue hasta West Grand Boulevard por la zona de New Center. Se incluirían nuevas paradas por la Universidad de Wayne State, el Detroit Medical Center y el Hospital Henry Ford. El plan costaría entre 150 y 200 millones de dólares, y se necesitaría participación pública y privada.

## Estaciones
El DPM cuenta con trece estaciones distribuidas a lo largo de su circuito.

## Sitios web
- Sitio oficial
- Video sobre el People Mover Archivado el 27 de junio de 2009 en Wayback Machine.

- Datos: Q1201543
- Multimedia: Detroit People Mover / Q1201543